# F検定
F検定（エフけんてい、英: F test）とは、帰無仮説が正しければ統計量がF分布に従うような統計学的検定の総称である。この名称は、ロナルド・A・フィッシャーに敬意を表してジョージ・W・スネデカーによって命名された。フィッシャーは1920年代に分散比による統計を最初に開発した。

## 定義
F検定には次のようなものがある：
1. 正規分布に従う2つの群の「標準偏差が等しい」という帰無仮説の検定。これはt検定の前段階の「等分散性検定」として用いられる。ただし、このような前段階での等分散性検定の利用は正しくないという指摘も見られる[2]。
2. 正規分布に従う複数の群（標準偏差は等しいと仮定する）で、「平均が等しい」（つまり同じ母集団に由来する）という帰無仮説の検定。この方法は分散分析に用いられる。

一般に統計量Fとは、2つの群の標準偏差の比であって、両群とも正規分布に従う場合にはFはF分布に従う。これを用い、Fの計算値が片側有意水準内に入るかどうかを検定するのがF検定である。
日本工業規格では、「検定統計量が，帰無仮説の下でF分布に従うことを仮定して行う統計的検定。」と定義している
。

## 自由度
F分布関数はFの分母および分子に対応する2つの自由度をとる。
1 の場合には、両群の標準偏差（不偏分散の平方根）からFを求める。自由度は分母および分子に対し（各標本サイズ - 1）である。
2 の場合には、群内分散を分母、群間分散を分子としてFを求める。自由度は分母に対し（全標本サイズ - 群数）、分子に対し（群数 - 1）とする。